# الرويس (المضاربة والعارة)

تعديل مصدري - تعديل

الرويـس هي إحدى قرى عزلة العارة بمديرية المضاربة والعارة التابعة لمحافظة لحج، بلغ تعداد سكانها 244 نسمة حسب تعداد اليمن لعام 2004.